# Maricourt (Somme)
Pour les articles homonymes, voir Maricourt.
Maricourt est une commune française située dans le département de la Somme, en région Hauts-de-France.
Elle se trouve sur le circuit du Souvenir de la Bataille de la Somme.

## Géographie

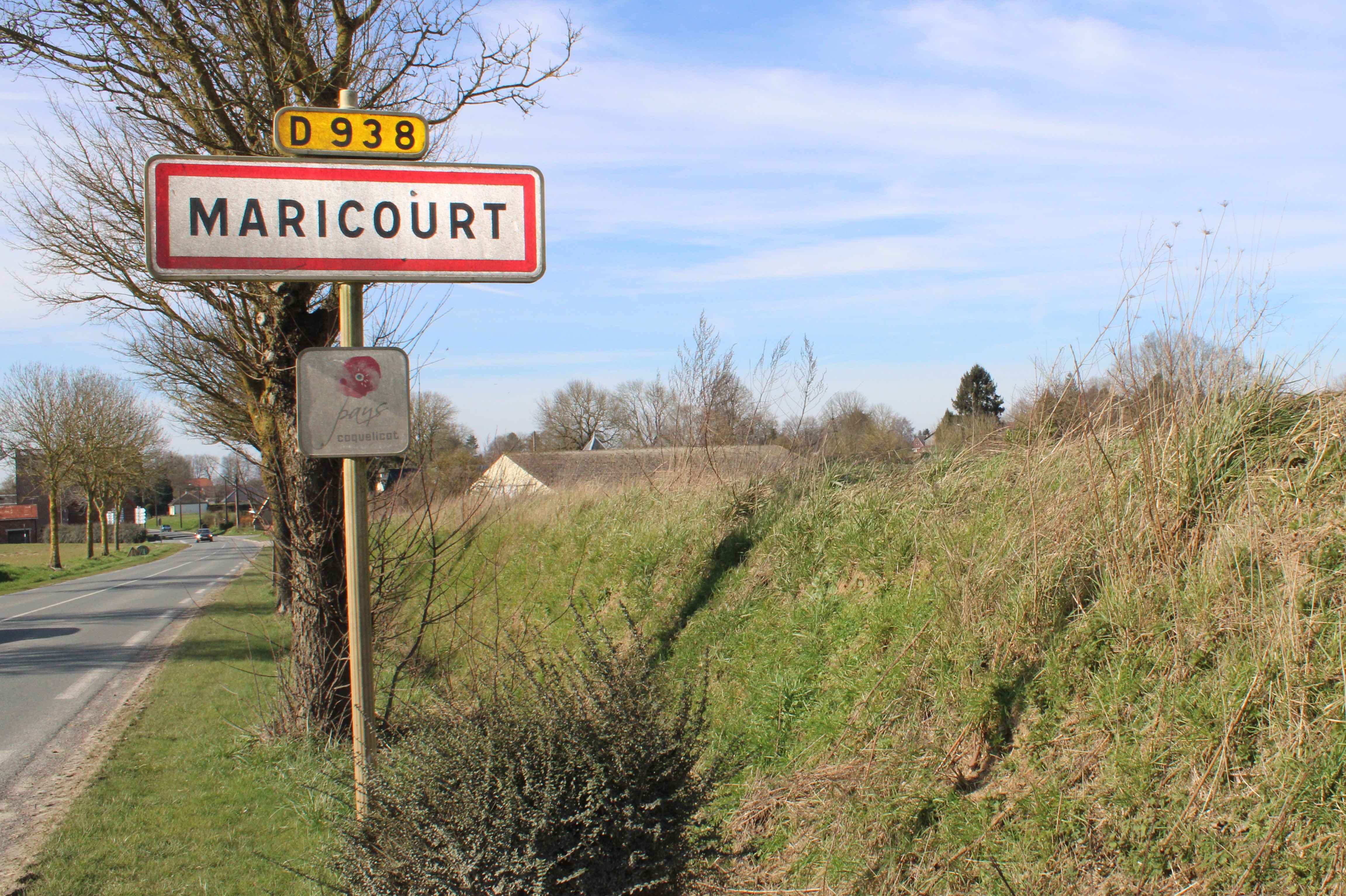
Entrée du village.

### Localisation
Maricourt est un village rural picard qui surplombe la haute-vallée de la Somme  et desservi par l'ancienne route nationale 338 (actuelle RD 938, à mi-chemin entre Albert (à l'ouest) et Péronne (à l'est), à son carrefour avec la RD 197 Cappy - Bapaume, aisément accessible depuis l'autoroute A1.
La commune se trouve à une dizaine de kilomètres au nord-ouest de Péronne, une dizaine au sud-est d'Albert et à 35 km au sud d'Arras.

#### Communes limitrophes
|        | Montauban-de-Picardie    | Hardecourt-aux-Bois |
| Carnoy | Maricourt                |                     |
|        | Suzanne et Eclusier-Vaux | Curlu               |

### Nature du sol et du sous-sol
Le sol de la commune est de nature argileuse ou de nature calcaire.

### Relief, paysage, végétation
Le relief de la commune est celui d'un plateau accidenté traversé par des vallées et vallons. Le point culminant de la commune a une altitude de 122 m.

### Hydrographie
La commune est située dans le bassin Artois-Picardie. Elle n'est drainée par aucun cours d'eau.

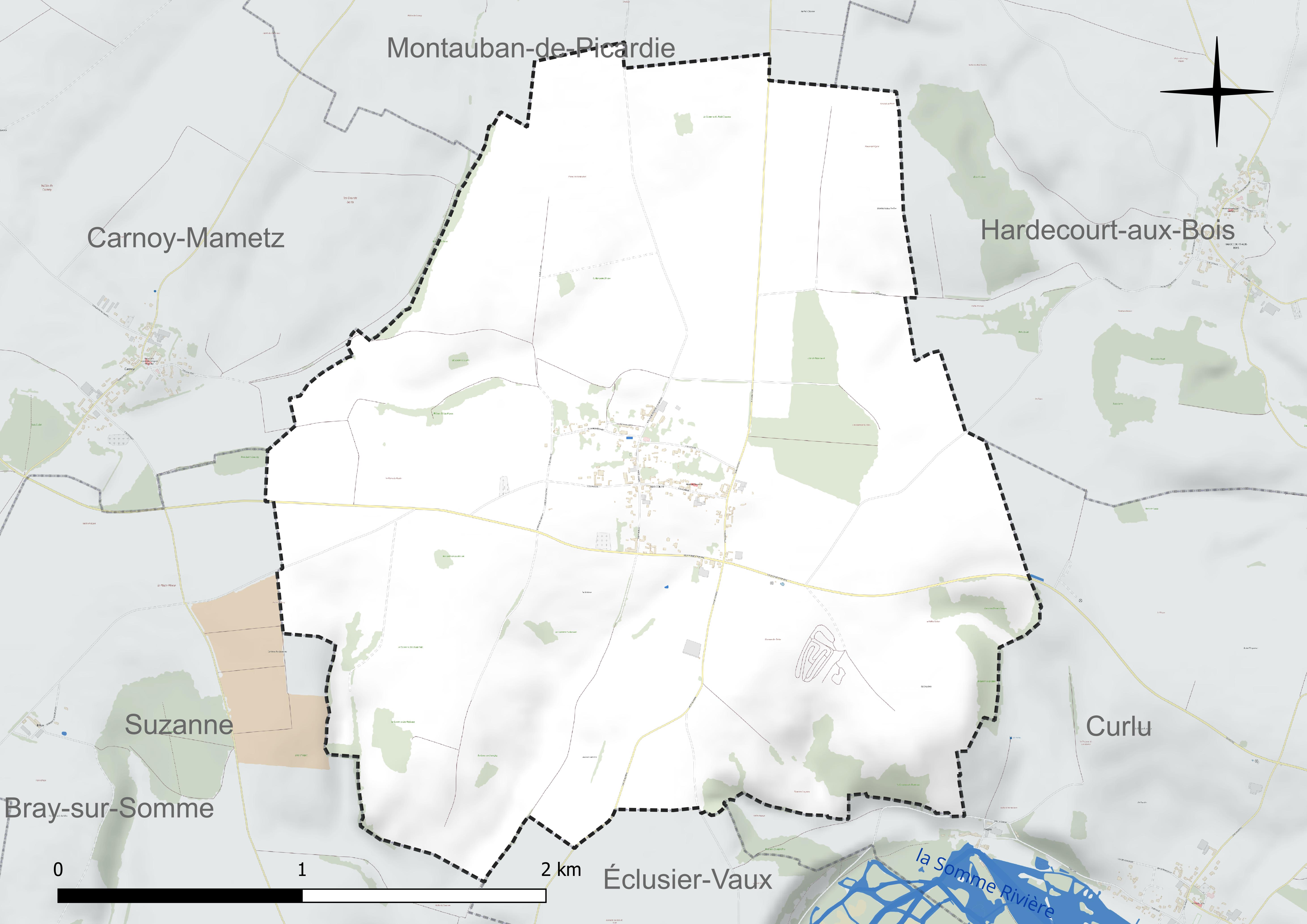
Réseau hydrographique de Maricourt.

### Climat
Pour des articles plus généraux, voir Climat des Hauts-de-France et Climat de la Somme.
En 2010, le climat de la commune est de type climat océanique dégradé des plaines du Centre et du Nord, selon une étude du CNRS s'appuyant sur une série de données couvrant la période 1971-2000. En 2020, Météo-France publie une typologie des climats de la France métropolitaine dans laquelle la commune est exposée à un climat océanique et est dans la région climatique Nord-est du bassin Parisien, caractérisée par un ensoleillement médiocre, une pluviométrie moyenne régulièrement répartie au cours de l'année et un hiver froid (3 °C).
Pour la période 1971-2000, la température annuelle moyenne est de 10,2 °C, avec une amplitude thermique annuelle de 14,3 °C. Le cumul annuel moyen de précipitations est de 781 mm, avec 12,5 jours de précipitations en janvier et 9 jours en juillet. Pour la période 1991-2020, la température moyenne annuelle observée sur la station météorologique la plus proche, située sur la commune de Méaulte à 9 km à vol d'oiseau, est de 10,7 °C et le cumul annuel moyen de précipitations est de 730,3 mm,. Pour l'avenir, les paramètres climatiques de la commune estimés pour 2050 selon différents scénarios d'émission de gaz à effet de serre sont consultables sur un site dédié publié par Météo-France en novembre 2022.

## Urbanisme

### Typologie
Au 1er janvier 2024, Maricourt est catégorisée commune rurale à habitat dispersé, selon la nouvelle grille communale de densité à sept niveaux définie par l'Insee en 2022.
Elle est située hors unité urbaine et hors attraction des villes,.

### Occupation des sols
L'occupation des sols de la commune, telle qu'elle ressort de la base de données européenne d'occupation biophysique des sols Corine Land Cover (CLC), est marquée par l'importance des territoires agricoles (93,3 % en 2018), en diminution par rapport à 1990 (96,6 %). La répartition détaillée en 2018 est la suivante : 
terres arables (93,1 %), forêts (3,4 %), zones urbanisées (3,3 %), zones agricoles hétérogènes (0,3 %). L'évolution de l'occupation des sols de la commune et de ses infrastructures peut être observée sur les différentes représentations cartographiques du territoire : la carte de Cassini (XVIIIe siècle), la carte d'état-major (1820-1866) et les cartes ou photos aériennes de l'IGN pour la période actuelle (1950 à aujourd'hui).

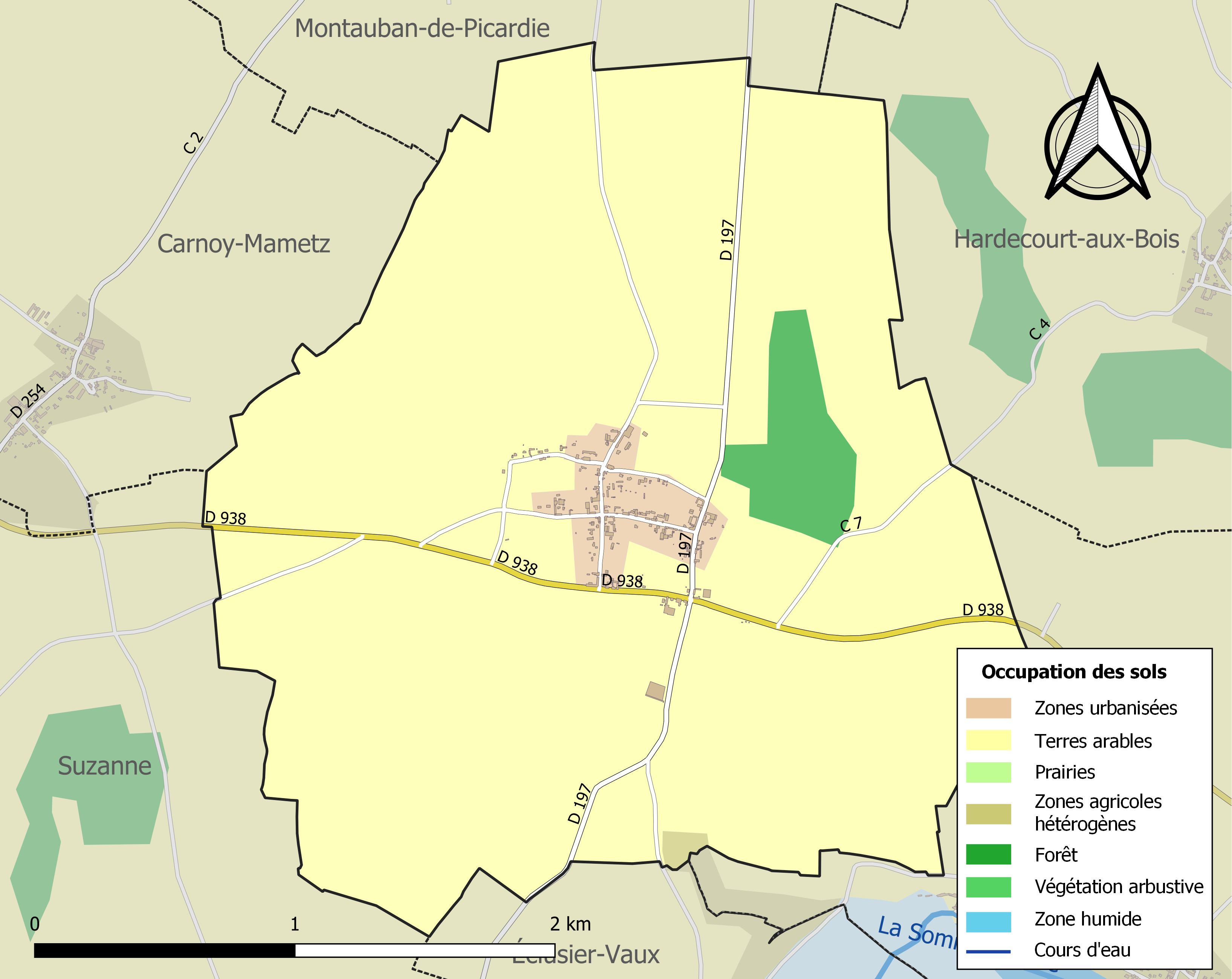
Carte des infrastructures et de l'occupation des sols de la commune en 2018 (CLC).

### Habitat
La commune présente un habitat groupé. Le village entièrement détruit pendant la Grande Guerre a été reconstruit dans l'entre-deux-guerres.

## Toponymie
Le nom de la localité est attesté sous les formes Mahericurt en 1135 ; Maaricort en 1218 ; Maharicourt en 1220 ; Maricourt en 1322 ; Maricour en 1743 ; Maricourt-sur-Curlu en 1730 ; Maricourt-sur-Somme en 1844.
Ces noms de localités se terminant par -court sont le plus souvent des hameaux ou de petits villages. L'appellatif toponymique -court (français moderne cour) est issu du gallo-roman CORTE qui signifie « domaine ». Cet appellatif est généralement précédé d'un nom de personne germanique. Ces formations toponymiques datent du Moyen Âge. Cette façon de nommer les lieux serait liée à l'apport germanique du VIe siècle,.
Le premier élément Mari- s'explique par un nom de personne germanique.

## Histoire
Première Guerre mondiale

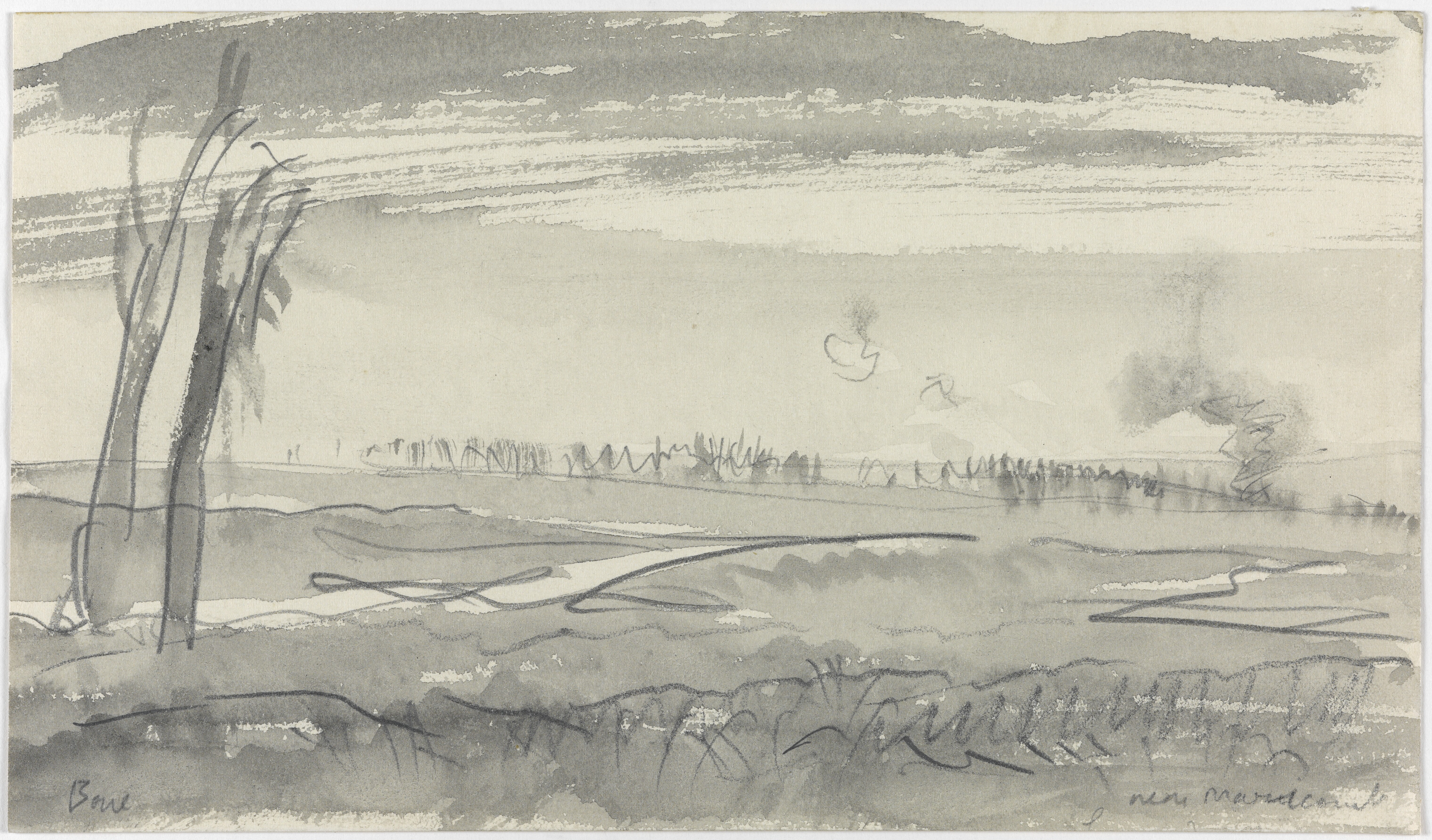
Dessin de Muirhead Bone : Maricourt - éclats d'obus.

Maricourt était, en 1916, le point de jonction entre les armées françaises et britanniques. Ce fut l'un des points de départ de l'offensive alliée le 1er juillet 1916, le premier jour de la bataille de la Somme.
L'armée alliée a réalisé une ligne de chemin de fer militaire à voie normale reliant Rosières et Bray-sur-Somme, passant par le village, bifurquant vers Curlu et Équancourt.
Le village est perdu par les Alliés en mars 1918, lors de l'offensive allemande en Picardie et repris à la fin du mois d'août.

Photographies de l'armée britannique, septembre 1916
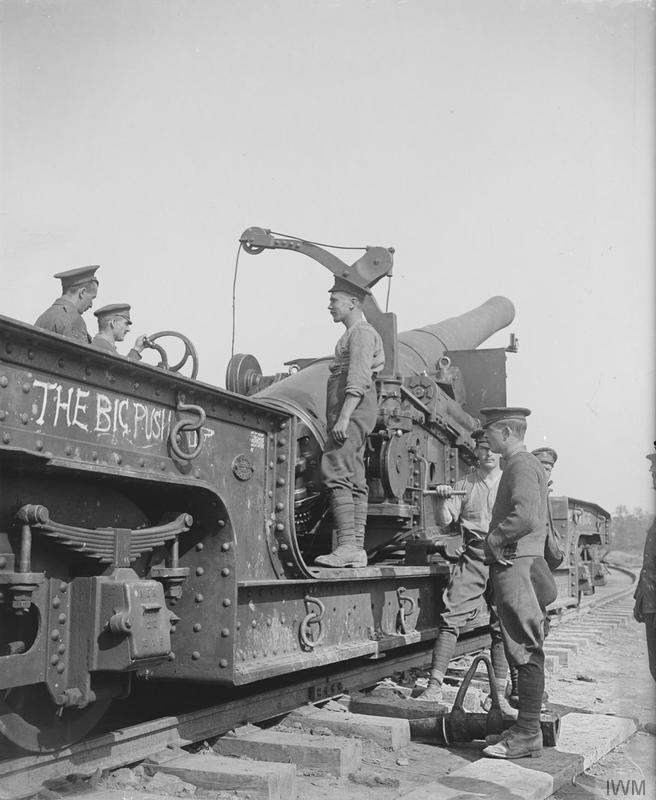
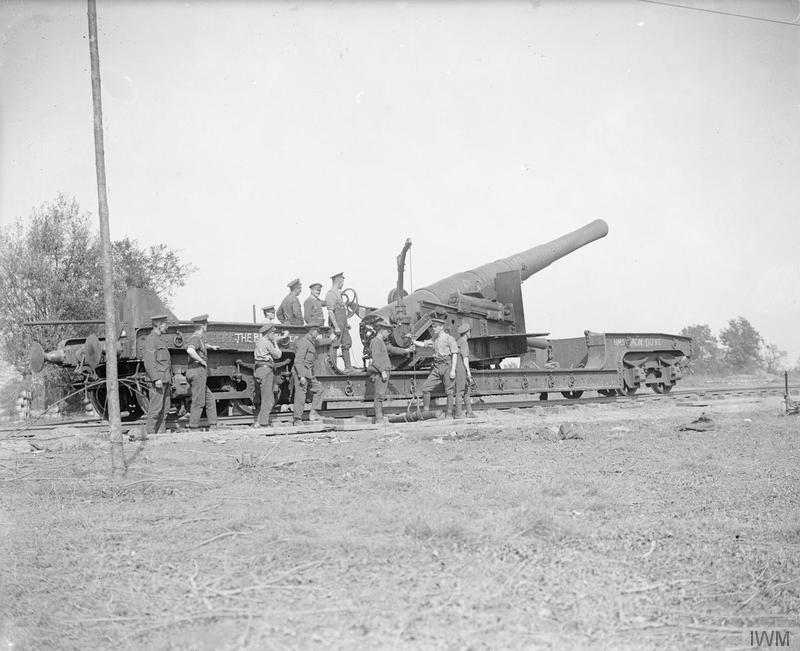
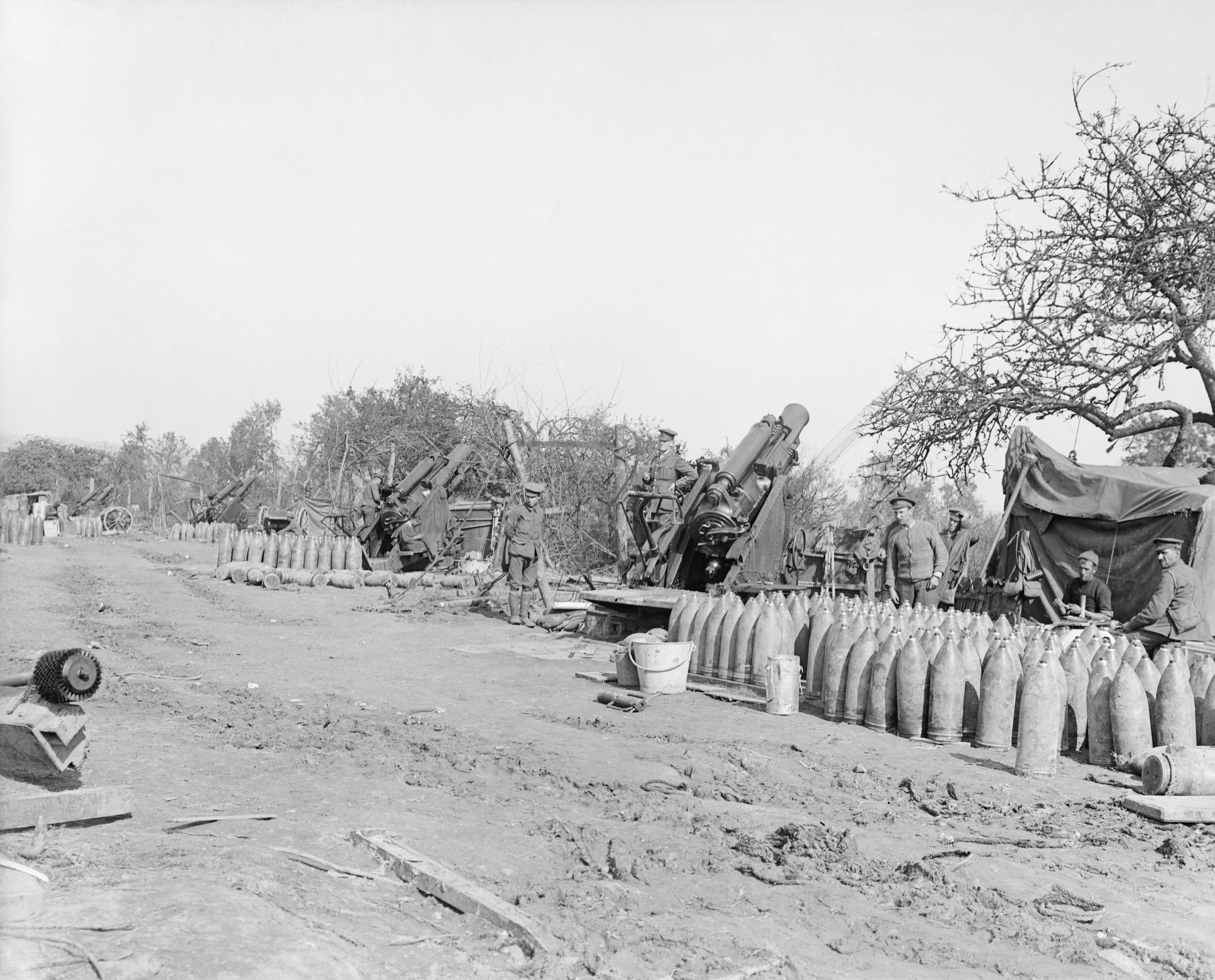

Le village est considéré comme détruit à la fin de la guerre, et a été décoré de la Croix de guerre 1914-1918 le 27 octobre 1920.
Après la guerre, Maricourt est adopté par la ville anglaise de Blackburn — dont le maire a perdu un fils près du village — qui lui envoie en dons une machine agricole (batteuse) et des arbres fruitiers. Une  Maricourt avenue rappelle ce parrainage dans la ville britannique.

## Politique et administration

### Rattachements administratifs et électoraux
Rattachements administratifs
La commune se trouve  dans l'arrondissement de Péronne du département de la Somme.
Elle faisait partie depuis 1793 du canton de Combles. Dans le cadre du redécoupage cantonal de 2014 en France, cette circonscription administrative territoriale a disparu, et le canton n'est plus qu'une circonscription électorale.
Rattachements électoraux
Pour les élections départementales, la commune fait partie depuis 2014 du canton d'Albert
Pour l'élection des députés, elle fait partie de la cinquième circonscription de la Somme.

### Intercommunalité
Maricourt est membre de la communauté de communes du Pays du Coquelicot, un établissement public de coopération intercommunale (EPCI) à fiscalité propre créé en 2001 et auquel la commune a transféré un certain nombre de ses compétences, dans les conditions déterminées par le code général des collectivités territoriales.

### Liste des maires
| Période                                  | Période                      | Identité           | Étiquette | Qualité                                     |
| ---------------------------------------- | ---------------------------- | ------------------ | --------- | ------------------------------------------- |
| Les données manquantes sont à compléter. |                              |                    |           |                                             |
| mars 2001                                | En cours (au 8 octobre 2020) | Bernard Guillemont |           | Agriculteur Réélu pour le mandat 2020-2026, |

## Démographie

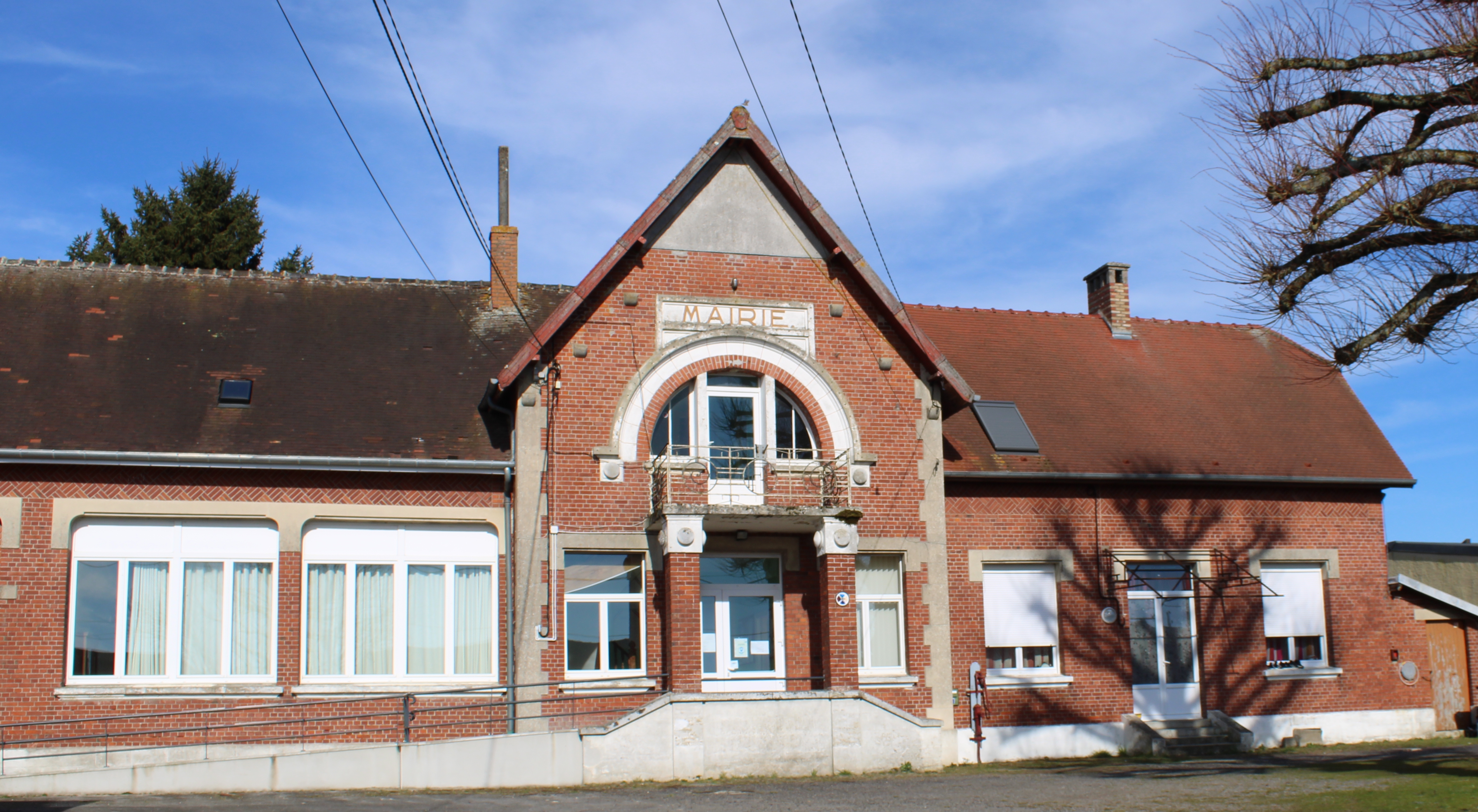
La mairie.

À partir du XXIe siècle, les recensements réels des communes de moins de 10 000 habitants ont lieu tous les cinq ans. Pour Maricourt, cela correspond à 2004, 2009, etc. Les autres dates de « recensements » (2006, etc.) sont des estimations légales.
L'évolution du nombre d'habitants est connue à travers les recensements de la population effectués dans la commune depuis 1793. Pour les communes de moins de 10 000 habitants, une enquête de recensement portant sur toute la population est réalisée tous les cinq ans, les populations de référence des années intermédiaires étant quant à elles estimées par interpolation ou extrapolation. Pour la commune, le premier recensement exhaustif entrant dans le cadre du nouveau dispositif a été réalisé en 2004.

En 2022, la commune comptait 179 habitants, en évolution de +1,13 % par rapport à 2016 (Somme : −1,26 %, France hors Mayotte : +2,11 %).
| 1793 | 1800 | 1806 | 1821 | 1831 | 1836 | 1841 | 1846 | 1851 |
| ---- | ---- | ---- | ---- | ---- | ---- | ---- | ---- | ---- |
| 524  | 482  | 498  | 542  | 602  | 604  | 602  | 600  | 539  |

| 1856 | 1861 | 1866 | 1872 | 1876 | 1881 | 1886 | 1891 | 1896 |
| ---- | ---- | ---- | ---- | ---- | ---- | ---- | ---- | ---- |
| 526  | 511  | 506  | 478  | 468  | 456  | 451  | 467  | 467  |

| 1901 | 1906 | 1911 | 1921 | 1926 | 1931 | 1936 | 1946 | 1954 |
| ---- | ---- | ---- | ---- | ---- | ---- | ---- | ---- | ---- |
| 454  | 434  | 391  | 247  | 211  | 211  | 230  | 208  | 214  |

| 1962 | 1968 | 1975 | 1982 | 1990 | 1999 | 2004 | 2006 | 2009 |
| ---- | ---- | ---- | ---- | ---- | ---- | ---- | ---- | ---- |
| 202  | 187  | 165  | 146  | 137  | 145  | 152  | 153  | 161  |

| 2014 | 2019 | 2022 | - | - | - | - | - | - |
| ---- | ---- | ---- | - | - | - | - | - | - |
| 174  | 180  | 179  | - | - | - | - | - | - |

## Économie

### Activités économiques et de services
L'activité dominante de la commune reste l'agriculture

## Culture locale et patrimoine

### Lieux et monuments
- Église Notre-Dame-du-Mont-Carmel[29], reconstruite après la Première Guerre mondiale, en mauvais état. Son entretien est facilité par l'action des bénévoles de l'Association pour la sauvegarde de l'église Notre-Dame du Mont-Carmel[30],[31]

- Cimetière militaire britannique Peronne Road Cemetery, autrefois nommé Maricourt military cemetery n°3. 
Il contient contient 1348 corps dont 1300 Britanniques parmi lesquels des aviateurs et des marins de la Royal Naval Division, 14 Australiens, 1 Canadien et 33 Sud-Africains) dont 366 inconnus[18].

- La commune se trouve sur le circuit du Souvenir de la Bataille de la Somme.

- Oratoire à la Vierge, construction en brique au toit en ciment[32]

### Personnalités liées à la commune
- Pierre de Maricourt, savant du Moyen Âge (XIIIe siècle), rédigea en 1269 le premier traité sur les propriétés des aimants[33].
- Paul Dubrulle (1882-1917), prêtre et sous-lieutenant au 8e régiment d'infanterie, auteur de Mon régiment dans la Fournaise de Verdun et dans la Bataille de la Somme. Dans son livre, il rend compte de l'avancée de son régiment entre Maricourt et Maurepas au début de septembre 1916 (p. 176-190). Son nom est inscrit au Panthéon parmi les 560 écrivains morts pour la France.

## Pour approfondir